# لوس أنجلوس غلاكسي
لوس أنجلوس غالكسي (بالإنجليزية: Los Angeles Galaxy)‏ هو نادي أمريكي لكرة القدم مقره لوس انجلوس ضاحية كارسون بولاية كاليفورنيا. وهو نادي عضو في الدوري الأمريكي لكرة القدم.
وهو افضل نادي امريكي حيث يمتلك 5 MLSالنادي قد فاز ببطولة كأس الدوري الأمريكي مرتين (2002 - 2005)، وكأس بطولة الولايات المتحدة المفتوحة مرتين (2001 - 2005)، واحد من اثنين من فازوا ببطولة الكونكاكاف التي أنجزت في عام 2000.
في يناير 2007 تصدر عناوين الصحف العالمية من خلال توقيعه عقد مع النجم الإنجليزي ديفيد بيكهام لصفقه قياسية تصل قيمتة إلى 250 مليون دولار أمريكي.
وفى أواخر مارس 2018 وقع الفريق مع اللاعب السويدى زلاتان إبراهيموفيتش البالغ من العمر 36 عام بعقد لموسمين مقابل 3 ملايين دولار أمريكى في السنة

## مالك النادي
فيليب فريدريك (من مواليد 28 ديسمبر 1939)هو رجل أعمال أمريكي، اشترى والده شركة حفر عام 1961 وحققت عوائد كبيرة في وايوينغ ثم تنوعت استثماراتة في الأسهم والعقارات والسكك الحديدية، ثم بدأ استثماراتة في شركات الترفيه، والمشاركة في جامعة الدول الرئيسية لكرة القدم وكذلك في أندية كرة القدم مثل لوس انجلوس جلاكسي وشيكاغو فاير وهيوستن دينامو كييف وسان خوسيه وكانساس سيتي وبالإضافة إلى اندية كرة السلة مثل لوس أنجلس لايكرز وسكرامنتو كينغز وبالإضافة إلى بعض المحلات مثل لستايبلز سنتر بالوس انجلوس وO2 بلندن وديبت سنتر.

## المدرب
بروس ارينا هو اللاعب الأمريكي السابق يشغل حاليا منصب المدير الفني لنادي لوس انجلوس جالكسي وعضو في لجنة كرة القدم في قاعة المشاهير.
فلح كثيرا في مجال التدريب ويعتبر واحد من انجح المدربين في الولايات المتحدة الأمريكية كان مدرب للمتخب الأمريكي في الألعاب الأولمبية الصيفية 1996 وفي كأس العالم 2002 و 2006.
قبل بدياة مشوارة في التدريب كان أرينا حارس مرمى لجامعة كورنيل.

## الملعب
هوم ديبت سنتر ملعب مخصص لكرة قدم بمدينة لوس أنجلوس افتتح في يناير من عام 2003 كلف بنائه 150 مليون دولار أمريكي ويبعد قرابة 15 كم عن وسط المدينة وكذلك يتسع لـ 27000 متفرج ويقيم عليه نادي لوس أنجلوس جلاكسي جميع مبارياته التي تقام على أرضه. يتقاسم الملعب مع خصمة اللدود تشيفاس

## الشعار

شعار غالاكسي من 1996 إلى 2007
شعار غالاكسي من 2007 حتى الآن

## أفضل اللاعبين

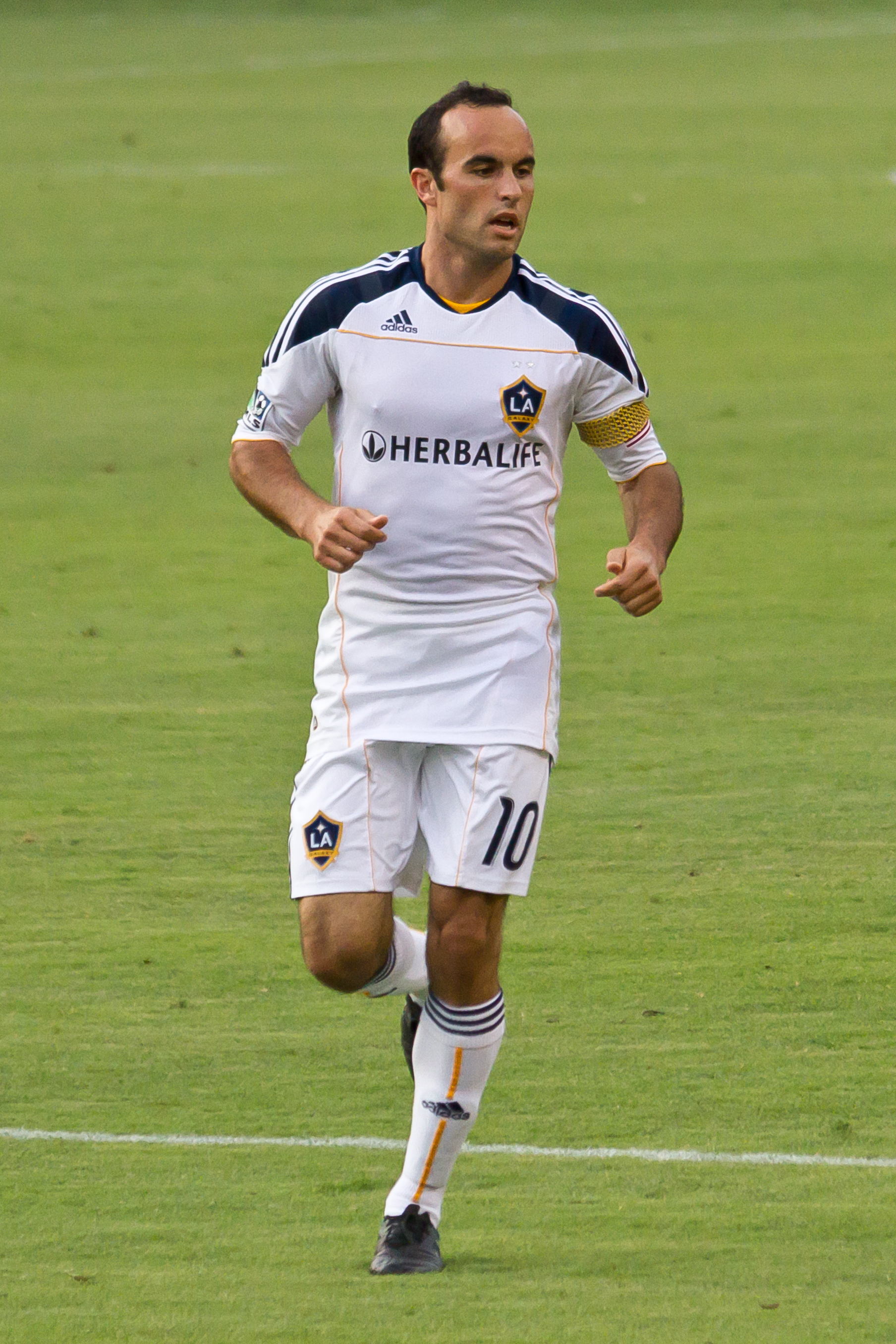
لاندون دونوفان الهداف التاريخي للوس أنجلوس غالاكسي برصيد 141

| 2018 | زلاتان ابراهيموفيتش | السويد                     |
| ---- | ------------------- | -------------------------- |
| 2008 | لاندون دونوفان      | الولايات المتحدة الأمريكية |
| 2007 | كريس كلاين          | الولايات المتحدة الأمريكية |
| 2007 | ديفيد بيكهام        | إنكلترا                    |
| 2006 | لاندون دونوفان      | الولايات المتحدة الأمريكية |
| 2005 | هيركوليث غوميز      | الولايات المتحدة الأمريكية |
| 2004 | كيفن هارتمان        | الولايات المتحدة الأمريكية |
| 2003 | كيفن هارتمان        | الولايات المتحدة الأمريكية |
| 2002 | كارلوس رويز         | غواتيمالا                  |
| 2001 | عزرا هندريكسون      | سانت فنسنت والجرينادينز    |
| 2000 | سيمون إليوت         | نيوزيلندا                  |
| 1999 | كيفن هارتمان        | الولايات المتحدة الأمريكية |
| 1998 | كوبي جونز           | الولايات المتحدة الأمريكية |
| 1997 | ماوريسيو سينفويغوس  | السلفادور                  |
| 1996 | ادواردو هورتادو     | الإكوادور                  |

الحذاء الذهبي
| سنة  | اسم اللاعب     | بلاده                      | الاهداف |
| ---- | -------------- | -------------------------- | ------- |
| 2008 | لاندون دونوفان | الولايات المتحدة الأمريكية | 20      |
| 2007 | لاندون دونوفان | الولايات المتحدة الأمريكية | 8       |
| 2006 | لاندون دونوفان | الولايات المتحدة الأمريكية | 12      |
| 2005 | لاندون دونوفان | الولايات المتحدة الأمريكية | 12      |

لاعب السنة
| سنة  | اسم اللاعب    | بلادة                      |
| ---- | ------------- | -------------------------- |
| 2008 | شون فرانكلين  | الولايات المتحدة الأمريكية |
| 2007 | تي واي هاردن  | الولايات المتحدة الأمريكية |
| 2006 | كريس اولبرايت | الولايات المتحدة الأمريكية |
| 2005 | تايرون مارشال | جمايكا                     |
| 2004 | تايرون مارشال | جمايكا                     |
| 2003 | داني كاليف    | الولايات المتحدة الأمريكية |
| 2002 | اليكسي لالاس  | الولايات المتحدة الأمريكية |
| 2001 | غريغ فاني     | الولايات المتحدة الأمريكية |
| 2000 | داني كاليف    | الولايات المتحدة الأمريكية |
| 1999 | روبن فريزر    | الولايات المتحدة الأمريكية |
| 1998 | روبن فريزر    | الولايات المتحدة الأمريكية |
| 1997 | روبن فريزر    | الولايات المتحدة الأمريكية |
| 1996 | خورخي كامبوس  | المكسيك                    |